# 관리역
관리역은 말 그대로 다른 역을 관리하는 역이고 역 등급 중에서 가장 높다. 관리역은 대부분 이용객 수가 많고 건물 규모가 크며 배치된 직원 역시 보통역과 비교하여 많이 배치된다. 또한 해당노선의 정기여객열차 전부가 정차한다.

## 관리역 목록

### 한국철도공사

#### 서울본부
- 서울역[1]
- 용산역
- 수색역
- 대곡역
- 문산역
- 청량리역
- 망우역
- 양평역
- 원주역
- 광운대역
- 춘천역
- 의정부역

#### 수도권광역본부
- 영등포역[2]
- 구로역
- 부천역
- 인천역
- 안양역
- 평택역
- 오봉역
- 안산역
- 수서역
- 수원역
- 죽전역
- 송도역
- 광명역

#### 강원본부
- 동해역[3]
- 강릉역
- 평창역
- 태백역

#### 대전충청본부
- 천안역
- 홍성역
- 대천역
- 대전역[4]
- 조치원역
- 대전조차장역
- 서대전역
- 오송역
- 충주역
- 제천역
- 제천조차장
- 도담역
- 민둥산역
- 천안아산역

#### 전북본부
- 익산역[5]
- 전주역

#### 광주전남본부
- 순천역[6]
- 광주역
- 광주송정역
- 목포역
- 여수엑스포역

#### 대구본부
- 구미역
- 김천(구미)역
- 동대구역[7]
- 대구역
- 경산역
- 영천역
- 포항역

#### 경북본부
- 영주역[8]
- 안동역
- 춘양역
- 경주역

#### 부산경남본부
- 밀양역
- 구포역
- 부산역[9]
- 울산역
- 부전역
- 마산역
- 부산진역

### 부산교통공사

#### 제1운영사업소
- 다대포해수욕장역
- 장림역
- 하단역
- 괴정역
- 동대신역
- 자갈치역
- 남포역
- 부산역
- 범일역
- 서면역
- 부전역
- 연산역
- 동래역[10]
- 부산대역
- 장전역
- 노포역

#### 제2운영사업소
- 장산역
- 센텀시티역
- 수영역
- 광안역
- 경성대·부경대역
- 문현역
- 전포역
- 가야역
- 주례역
- 사상역
- 구명역
- 덕천역
- 화명역
- 호포역
- 양산역

#### 제3운영사업소
- 배산역
- 종합운동장역
- 미남역
- 만덕역
- 체육공원역
- 대저역

#### 경전철운영사업소
- 동래역[11]
- 반여농산물시장역
- 안평역